# Quasi-Krieg

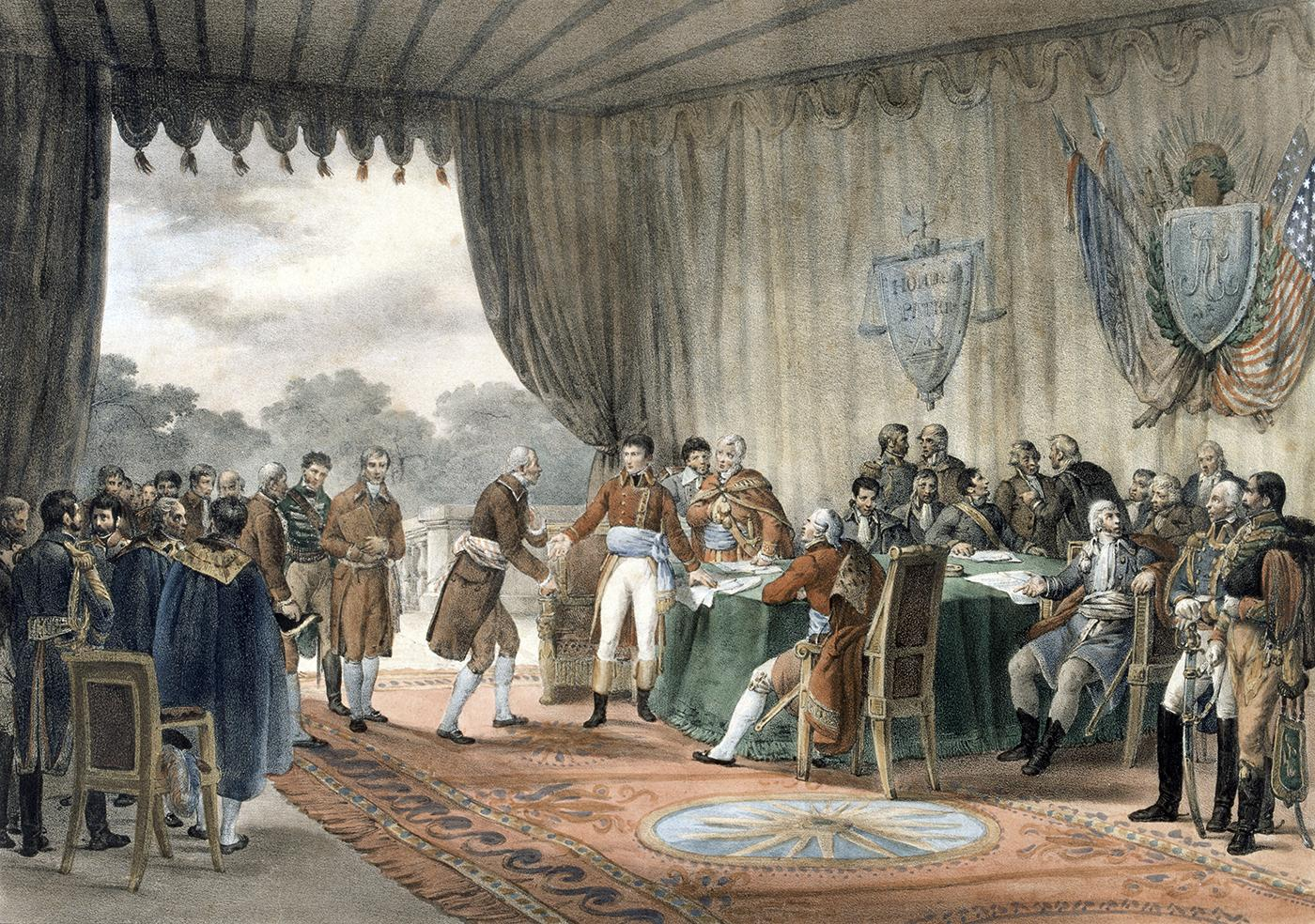
Die Unterzeichnung des Vertrags von Mortefontaine am 30. September 1800, Lithografie von Victor Adam

Der Quasi-Krieg (französisch Quasi-guerre, englisch Quasi-War) war zwischen 1798 und 1800 ein unerklärter Krieg zwischen Frankreich und den Vereinigten Staaten, der ausschließlich auf See (Atlantischer Ozean, Karibische See, Indischer Ozean und im Mittelmeer) ausgetragen wurde. In den Vereinigten Staaten wird der Konflikt manchmal auch als Unerklärter Krieg mit Frankreich (Undeclared War With France), the Pirate Wars oder the Half-War bezeichnet.

## Anlass und Verlauf
Im Jahr 1778 unterzeichneten die Vereinigten Staaten und Frankreich einen Bündnisvertrag, um ihre Beziehungen, in Übereinstimmung mit der Hilfe Frankreichs an die Vereinigten Staaten während des Unabhängigkeitskrieges gegen Großbritannien, zu vertiefen. Im Rahmen dieses Bündnisses gab Frankreich, damals unter Herrschaft des Monarchen Ludwig XVI., beträchtliche Darlehen an die Vereinigten Staaten. Nach der Französischen Revolution weigerten sich die Vereinigten Staaten, ihre Schulden zurückzuzahlen, und widerriefen ihre Vereinbarungen mit Frankreich. Sie argumentierten, dass die Vereinbarung mit der französischen Monarchie getroffen worden sei, und erklärten somit ihre Verpflichtungen nach dem Regimewechsel in Frankreich für nichtig. Derweil unterzeichneten die Vereinigten Staaten am 19. November 1794 den Jay-Vertrag mit Großbritannien, der sich gegen französische Freibeuter richtete. Angesichts zunehmender Piraterie im Mittelmeer und Plünderungen durch Freibeuter des revolutionären Frankreichs hatte sich der Kongress der Vereinigten Staaten bereits zuvor dazu veranlasst gesehen, eine Kriegsmarine zum Schutz des wachsenden Seehandels aufzubauen.
1797 lösten französische Forderungen an eine amerikanische Delegation die sogenannte XYZ-Affäre aus. Der Quasi-Krieg begann am 7. Juli 1798, als der Kongress der Vereinigten Staaten Verträge mit Frankreich aufhob. Geschwader der US-Marine griffen französische Freibeuter an.
Die Fregatte USS Constellation errang zwei Siege gegen französische Kriegsschiffe. Acht Schiffe (eine Slup, fünf Schoner und zwei Briggs) operierten entlang der südlichen Küste der Vereinigten Staaten und entlang der Westindischen Inseln. Die zwei Briggs und zwei der Schoner führten jeweils 14 Kanonen und 70 Besatzungsmitglieder. Die Slup und die restlichen Schoner hatten jeweils zehn Kanonen und 34 Besatzungsmitglieder. Von den 22 Prisen, die die Vereinigten Staaten zwischen 1798 und 1799 kaperten, wurden 18 von allein operierenden Fahrzeugen gekapert. Auch Zollkreuzer halfen bei der Kaperung zweier Prisen. Dem Zollkreuzer USRC Pickering gelang es, bei zwei Fahrten zu den Westindischen Inseln zehn Prisen zu kapern. Eine der Prisen hatte eine 250 Mann starke Besatzung (dreimal so viel wie die Pickering), 19 Kanonen und ein Breitseitengewicht von 150 Pfund (68 Kilogramm), während die USRC Pickering lediglich 14 Kanonen mit einem Breitseitengewicht von 56 Pfund (25 Kilogramm) hatte.
Der Quasi-Krieg endete mit dem Vertrag von Mortefontaine (Convention of 1800).